# 1553.
◄ | 15. stoljeće | 16. stoljeće | 17. stoljeće | ►
◄ | 1520-ih | 1530-ih | 1540-ih | 1550-ih | 1560-ih | 1570-ih | 1580-ih | ►
◄◄ | ◄ | 1550. | 1551. | 1552. | 1553. | 1554. | 1555. | 1556. | ► | ►►
Arhitektura • Astronomija • Glazba • Kazalište • Kiparstvo • Knjige • Književnost • Kršćanstvo • Medicina • Politika • Pravo • Promet • Slikarstvo • Znanost

## Rođenja
- 13. prosinca – Henrik IV., francuski kralj († 1610.)

## Smrti
- 6. srpnja – Edvard VI., engleski kralj i sin Henrika VIII. (* 1537.)

## Vanjske poveznice
|  | Zajednički poslužitelj ima još gradiva o temi 1553. |